# Joseph Parecattil
 Joseph Parecattil  (1. april 1912 i Kindagoor i Kerala i Britisk Indien – 20. februar 1987 i Cochin) var ærkebiskop af Ernakulam for katolske troende af syro-malabarsk ritus (også kaldt aldeisk-malabarer) 1956-1984, og en af Den katolske kirkes kardinaler.
Han deltog i Det andet Vatikankoncil 1962-1965.
Han blev gjort til kardinal i 1969 af Pave Paul 6.
Han deltog ved konklavet august 1978 som valgte pave Pave Johannes Paul 1., og konklavet oktober 1978 som valgte pave Pave Johannes Paul 2..